# Jores Okore
Jores Okore (Koppenhága, 1992. augusztus 11. –) dán válogatott labdarúgó, jelenleg a Aston Villa FC játékosa.

## Pályafutása

### Klubcsapatban
2009 augusztusában mutatkozott ba a FC Nordsjælland csapatában egy kupameccsen, amit 9-0-ra megnyertek, a 2. félidőben játszott. Azóta 45 meccsen kapott játéklehetőséget, ezeken egy gólt lőtt, a Bröndby IF elleni bajnoki mérkőzésen.

### A válogatottban
3 mérkőzésen játszott az U21-es csapatban, és 7 alkalommal a nagy válogatottban. A felnőtt válogatottban 2011 novemberében játszott először, egy Svédország elleni felkészülési mérkőzésen.